# 26e cérémonie des Filmfare Awards
La 26e cérémonie des Filmfare Awards s'est déroulée en 1979 à Bombay en Inde.

## Palmarès
| Catégorie                                 | Lauréat |
| ----------------------------------------- | --- |
| Meilleur film                             | Main Tulsi Tere Aangan Ki - produit par Raj Khosla - réalisé par Raj Khosla et Sudesh Issar - avec Nutan, Vinod Khanna, Vijay Anand et Asha Parekh |
| Meilleur réalisateur                      | Satyajit Ray (Shatranj Ke Khiladi - Les Joueurs d'échecs)                                                                                          |
| Meilleur acteur                           | Amitabh Bachchan (Don) |
| Meilleure actrice                         | Nutan (Mein Tulsi Tere Aangan Ki) |
| Meilleur acteur dans un second rôle       | Saeed Jaffrey (Shatranj Ke Khiladi - Les Joueurs d'échecs)                                                                                         |
| Meilleure actrice dans un second rôle     | Reena Roy (Apnapan) |
| Meilleure prestation dans un rôle comique | Deven Verma (Chor Ke Ghar Chor) |
| Meilleur compositeur                      | Laxmikant - Pyarelal (Satyam Shivam Sundaram) |
| Meilleur parolier                         | Anand Bakshi pour « Aadmi Musafir Hai » (Apnapan)                                                                                                  |
| Meilleur chanteur de playback             | Kishore Kumar pour « Khaike Paan Banarawala » (Don)                                                                                                |
| Meilleure chanteuse de playback           | Asha Bhosle pour « Ye Mera Dil Pyaar Ka Diwana » (Don)                                                                                             |
| Meilleure histoire                        | Dinesh Thakur (Ghar) |
| Meilleur scénario                         | - |
| Meilleurs dialogues                       | Dr. Rahi Masoom Reza (Main Tulsi Tere Aangan Ki)                                                                                                   |
| Meilleure photographie                    | Radhu Karmakar (Satyam Shivam Sundaram) |
| Meilleure direction artistique            | - |
| Meilleur son                              | - |
| Meilleur montage                          | B. Prasad (Badaltey Rishtey) |

Récompenses des critiques
| Catégorie     | Lauréat                                             |
| ------------- | --------------------------------------------------- |
| Meilleur film | Arvind Desai Ki Ajeeb Dastaan de Saeed Akhtar Mirza |